# Speocera krikkeni
Espèce
Speocera krikkeni est une espèce d'araignées aranéomorphes de la famille des Ochyroceratidae.

## Distribution
Cette espèce est endémique de Sumatra en Indonésie.

## Description
Le mâle holotype mesure 0,83 mm et la femelle paratype 1,01 mm.

## Étymologie
Cette espèce est nommée en l'honneur de Jan Krikken.

## Publication originale
- Brignoli, 1977 : Two new spiders from Sumatra (Araneae, Telemidae and Ochyroceratidae). Zoologische Mededelingen, Leiden, vol. 50, p. 221-229 (texte intégral).